# Aclou
Aclou é uma comuna francesa na região administrativa da Normandia, no departamento de Eure. Estende-se por uma área de 3,68 km². Em 2010 a comuna tinha 334 habitantes (densidade: 90,8 hab./km²).